# Marc Licini Cras
|  | Per a altres significats, vegeu «Marc Licini Cras (desambiguació)». |

Marc Licini Cras (en llatí: Marcus Licinius P. f. M. n. Crassus; ~105 aC - 53 aC) va ser un rellevant aristòcrata, general i polític de l'antiga república romana conegut principalment per l'aliança amb Juli Cèsar i Pompeu coneguda com a Primer Triumvirat. Pertanyent a una important família aristocràtica, la gens Licínia, va destacar militarment per primera vegada en la victòria decisiva de Luci Corneli Sul·la a la batalla de la Porta Col·lina (82 aC) i, més endavant, sufocant la revolta dels esclaus liderada per Espàrtac (73-71 aC). La importància de Cras en la història prové, tanmateix, del suport financer i polític que brindà al jove i arruïnat Gai Juli Cèsar, fet que li va permetre desenvolupar la seva pròpia carrera política. Gràcies al pacte amb Cèsar i Pompeu va ser destinat a Síria i Hispània. Malgrat la seva enorme riquesa, anhelava la glòria militar, motiu pel qual va liderar una campanya contra els parts en la que va caure mort, juntament amb el seu fill i diverses legions, en la batalla de Carres el 53 aC.

## Biografia

### Joventut
Era fill de Publi Licini Cras Dives (cònsol 97 aC) i va néixer en una data desconeguda entorn del 105 aC. El 87 aC, el seu pare va morir en mans de Gai Màrius i Cinna, però ell no va ser considerat prou important i es va salvar de la mort. Tot i així, en previsió, va fugir a la Hispània Ulterior, on el seu pare havia estat governador, i hi va viure vuit mesos (85-84 aC) en una cova a prop de la mar, a la finca coneguda com a Vibius Paciaecus, segons que explica Plutarc detalladament.
A la mort de Cinna (84 aC) va sortir del seu amagatall i es va posar al capdavant d'un grup de guerrillers que es dedicava al saqueig i que va arribar a estar format per 2.500 homes. Es va apoderar de Màlaca i dels vaixells del port, amb els quals es va dirigir a Àfrica on es va trobar amb Quint Cecili Metel Pius que s'havia escapat de la persecució de Màrius, però aviat els dos homes es van enfrontar i el 83 aC, quan Sul·la va desembarcar a Itàlia, va sortir d'Àfrica i es va unir al general.
Sota Sul·la, Cras va competir amb Pompeu, també al servei del dictador, rivalitat que Sul·la va encoratjar, donant honor a Pompeu i riquesa a Cras. Cras es va dedicar a reclutar tropes per Sul·la al territori dels marsos i va fer una campanya reeixida a Úmbria (83 aC). Sul·la li va donar moltes propietats confiscades, i li va permetre de comprar-ne d'altres a baix preu. Fou encausat per apropiar-se del botí fet a Túder, una colònia de l'Úmbria a prop del Tíber, i de incloure persones innocents a la llista de proscrits per usurpar les seves propietats. Cras era considerat una persona avariciosa, i el seu desig de riquesa no tenia límits.
Va comandar la victòria decisiva de Luci Corneli Sul·la en la batalla de la Porta Col·lina el 82 aC. Al final de la guerra, ja molt ric, es va dedicar a fer d'advocat en afers domèstics. Va rebre importants donacions i herències, i va especular amb fortuna. Va comprar molts esclaus als quals revaloritzava ensenyant-los les arts més lucratives. També va explotar mines de plata i granges i va construir edificis dels quals obtenia considerables rendes. Quan algú estava proper a la ruïna feia afortunades compres a baix preu; va comprar cases cremades en incendis o que tenien el perill de cremar-se per revaloritzar-les i revendre-les.

### Tercera Guerra Servil
En aquestes circumstàncies es va produir la revolta d'esclaus dirigida per Espàrtac, que va resistir amb èxit a les forces romanes durant mesos. El 71 aC Cras fou nomenat pretor, i va rebre el comandament de sis legions per lluitar contra Espàrtac. Va lliurar diversos combats amb sorts diverses, però finalment va derrotar el cap rebel en una batalla decisiva a Lucània en la qual Espàrtac va morir i el seu exèrcit fou destruït. Al voltant de sis mil esclaus foren capturats com a presoners i crucificats al llarg de la via entre Roma i Càpua.
Cras va accelerar la repressió dels esclaus davant la imminent tornada de Pompeu, de qui temia que volgués compartir la glòria de la campanya sense haver participat en els riscos; temor que va veure confirmat quan Pompeu va arribar just a temps de derrotar cinc mil esclaus fugitius. Amb motiu d'això, va escriure al senat, dient: «Cras ha derrotat l'enemic però jo he extirpat l'arrel de la guerra». Cras no va obtenir els honors del triomf, però si que li concediren una ovació i el dret de portar corona triomfal de llorers en comptes de l'apropiada per una ovació, que era la corona de murtra.

### Consolat amb Pompeu
Tot seguit, Cras va aspirar al consolat, al qual també es presentava Pompeu, que va declarar que volia estar acompanyat de Cras, i els dos van ser elegits (70 aC). Pompeu guanyava suport popular (es va divorciar de Màrcia, la seva muller de la família oligàrquica dels Metel) i perdia el suport dels optimats, mentre que Juli Cèsar aplaudia la unió entre Cras i Pompeu per mesures populars. Els dos cònsols van fer aprovar la llei Aurèlia, per la qual els jutges eren seleccionats del poble representat pels tribuns eraris, pels cavallers i pel senat (fins llavors, el senat nomenava en exclusiva els jutges de feia dotze anys arran de la llei Cornèlia, promulgada per Sul·la). Cras era conscient que el seu col·lega era més popular, i per guanyar suport va organitzar un banquet de deu mil taules distribuint gra suficient per cobrir les necessitats de cada família romana per tres mesos. Malgrat tot, Pompeu continuava a ser més popular, i la fredor entre els dos cònsols va passar a ser pública i notòria. El darrer dia de l'any, el cavaller Gai Aureli, probablement un agent de Juli Cèsar, va pujar a la tribuna i va dir que Júpiter se li havia aparegut en un somni i demanava que els dos cònsols es reconciliessin abans de deixar el càrrec. Pompeu es va mantenir inflexible, però Cras va allargar la mà cap al seu rival enmig de grans aclamacions.
Aparentment s'havien reconciliat, però de fet la rivalitat va continuar. Cras es va oposar a la rogatio de Gabini, que comissionava Pompeu per netejar de pirates la Mediterrània (la llei Gabínia de pirates) i a la llei Manília, que donava a Pompeu el comandament contra Mitridates VI Eupàtor. Quan Pompeu va tornar victoriós d'aquestes campanyes, Cras es va retirar de la política temporalment.

### Conspiració de Catilina
El 65 aC Cras va ser censor junt amb Quint Lutaci Càtul, partidari de Pompeu, però les diferències entre els dos van fer la seva censura poc efectiva i no es va fer ni el cens ni la llista de cavallers. El mateix any, va ser sospitós de participar en la primera conspiració de Catilina, i a la segona el 63 aC, però no es va demostrar mai res. Luci Tarquini, un dels conspiradors del 63 aC, quan va ser detingut, va declarar que havia estat enviat per Cras, però el senat va denunciar el seu testimoni com una calúmnia, i Cras va acusar Ciceró d'instigar aquesta falsa acusació.

### Primer Triumvirat
El 61 aC, Cras es va aliar amb Juli Cèsar, qui havia obtingut el govern de la província de la Hispània Ulterior. A la seva tornada, Cèsar, Cras i Pompeu van pactar la presentació a les eleccions pel consolat amb garanties de ser elegits directament o per persones interposades, formant el que seria conegut amb el nom de Primer triumvirat, un pacte inicialment secret i sense manifestació legal. Pompeu representava els optimats i el senat romà, Cèsar els populars, i Cras era l'equilibri entre ambdós partits. Cras era un dels homes més rics del món (Plini el Vell avaluà la seva fortuna en dos-cents milions de sestercis), i podia mantenir un exèrcit privat considerable.
L'any 59 aC, Cèsar, que era cònsol, va presentar una llei agrària pactada amb Pompeu que va obtenir el suport dels comicis i va haver de ser aprovada pel senat. El 58 aC, Cató, oposat al Triumvirat, va ser enviat a Xipre per apartar-lo de Roma. El triumvirat es va prorrogar en un pacte signat a Luca (56 aC) pel qual Pompeu i Cras serien per segona vegada cònsols, rebent l'any següent la província romana de Síria Cras i Pompeu les dues províncies d'Hispània, i Cèsar rebria el comandament de la Gàl·lia i Il·líria durant cinc anys més. Luci Domici Ahenobarb es va oposar a la mesura, instigat per Cató, el qual, però, el dia de l'elecció va ser forçat a abandonar el Camp de Mart amb els seus seguidors després d'uns aldarulls, i Pompeu i Cras van ser elegits cònsols pel 55 aC. Una llei del tribú de la plebs Gai Treboni (la Llei Trebònia) va nomenar Pompeu com a procònsol d'Hispània durant cinc anys (a partir del 54 aC) i Cras com a procònsol a Síria també durant cinc anys, amb dret de fer la guerra i signar la pau sense que calgués l'aprovació del senat dins les seves províncies.

### Guerra amb els parts
Cras es considerava militarment inferior als seus companys de Triumvirat (Pompeu era el vencedor de Mitridates VI Eupàtor i dels pirates, i Cèsar dels gals i britons), i va decidir fer la guerra als parts malgrat que la llei Trebònia no esmentava els parts entre els pobles als quals es podia declarar la guerra sense autorització (no feia referència a pobles externs a les seves províncies). El senat no va validar la declaració de guerra de Cras a Pàrtia, que a més a més tenien un tractat de pau signat amb Sul·la el 92 aC que era vigent i havia estat renovat per Pompeu. El tribú Gai Ateu Capitó va ordenar detenir Cras, però va haver de deixar-lo anar per la intervenció dels seus col·legues. Cras va decidir la guerra ja abans d'acabar el seu any de consolat (55 aC) i, malgrat les imprecacions i mals auguris del tribú Capitó, va marxar cap a Brundísium.
D'allí va passar a Macedònia, Tràcia, l'Hel·lespont, Galàcia i el nord de Síria cap a Mesopotàmia. El rei Deiòtar de Galàcia es va unir a l'expedició amb els seus homes. Entre els seus lloctinents destacava Gai Cassi Longí (que més tard seria un dels assassins de Juli Cèsar). Cras no va saber preparar la guerra amb aliances entre dissidents, amb armenis i altres possibles enemics dels parts, i no tenia informació sobre les forces enemigues i la naturalesa del país. Va travessar l'Eufrates i va ocupar Zenodoci a Mesopotàmia, però en comptes de continuar, va donar temps a l'enemic de reagrupar-se i va descartar de conquerir Selèucia i Babiló, on hi havia la major oposició als parts. Finalment, va deixar 7.000 infants i 1.000 cavallers de guarnició a Mesopotàmia i va tornar a travessar l'Eufrates en direcció oposada per hivernar a Síria (hivern del 54 al 53 aC). En els mesos que va romandre allí, no va exercitar les seves tropes adequadament, i es va dedicar més a recaptar que a preparar la guerra. Va ordenar als caps de tribu de proveir reclutes a l'exèrcit i provisions, però en molts de casos se substituïren aquestes peticions per pagaments en metàl·lic. El temple de Hieràpolis, dedicat a la deessa siriana Dèrceto o Atargatis (Aixtarot), fou saquejat per ordre de Cras per apoderar-se de les seves riqueses. El saqueig del temple de Jerusalem, esmentat per Flavi Josep, és probablement un fet que no va passar mai.
El rei Orodes II de Pàrtia va enviar a Mesopotàmia el seu general Surenas, un jove noble part. Abans d'entaular hostilitats, va enviar ambaixadors a Cras per comunicar-li que, si la guerra l'ordenava el senat, s'haurien d'enfrontar fins a la destrucció de l'un o de l'altre, però si era un desig personal de Cras, tindria en compte la seva edat i li permetia una retirada honorable. Cras va dir que donaria la seva resposta a la capital dels parts, Selèucia del Tigris, i l'ambaixador part va respondre que abans li creixeria una palmera a la mà que no veuria Selèucia. El rei armeni Artavasdes III va suggerir a Cras que marxés a Armènia per combatre-hi els parts, atès que en un país muntanyós la cavalleria dels parts no podia actuar i que els armenis donarien als romans les provisions necessàries, i en canvi a Mesopotàmia estava exposat als atacs de la cavalleria enemiga i sense abastiment. Però Cras va optar per Mesopotàmia, i va demanar al rei armeni que enviés tropes auxiliars, però el rei armeni va refusar amb l'excusa que li eren necessaris per defensar el país.
Cras, a més a més, va ser traït per un príncep àrab de nom Ariamnes (segons Plutarc), que potser era Agbar d'Osroene, que havia servit sota Pompeu, però ara era un agent de Surenas. Ariamnes es va oferir com a guia. Cassi Longí va sospitar que era un traïdor i va advertir Cras, però no en va fer cas, i l'exèrcit romà es va encaminar a les planes, a l'abast de Surenas, i tot seguit Ariamnes es va retirar amb un pretext. En veure acostar-se els parts, Cras no va saber fer front a la situació. Es va lliurar la batalla coneguda com a batalla de Carres (juny del 53 aC), en què els parts van obtenir una victòria completa. El fill de Cras, Publi Licini Cras, que cap a finals del 54 aC s'havia unit al seu pare, hi va morir. De nit, els romans es van retirar cap a la ciutat de Carres, i els parts van ocupar el camp romà, on van matar els 4.000 ferits que no havien pogut escapar amb la resta, i també anihilaren quatre cohorts perdudes en la foscor. Un altre guia dels romans, Andròmac, va resultar ser també un traïdor al servei de Surenas, i va portar els romans cap a congosts on eren víctimes fàcils. Amb les tropes a la vora del motí, Cras va haver d'acceptar una entrevista amb Surenas en la qual oferí als romans la retirada sans i estalvis. Però l'entrevista era un parany que tenia per objecte fer presoner Cras, i Cras hi va morir.
Els romans van perdre a Carres 20.000 homes i 10.000 més van ser fets presoners. Artavasdes III d'Armènia, mentrestant, va fer la pau amb Orodes II, al fill del qual, Pacoros I de Pàrtia, va donar una filla en matrimoni. Segons el relat de Plutarc, mentre el rei armeni i el rei part seien a la taula nupcial, va arribar el missatger de Surenas anunciant la victòria i portant el cap de Cras. Per la seva banda, Cassi Dió (XL 27) tramet la versió que els parts vessaren or líquid per la gola de Cras per burlar-se de la seva set de riquesa. Probablement cap d'aquestes dues històries no és certa, i més aviat es tracta de llegendes forjades posteriorment.